# Gao Yu (journaliste)
Gao Yu (Chinees: 高瑜, Hanyu pinyin: Gāo Yú) (Chongqing, 23 februari 1944) is een Chinees dissident journaliste.

## Levensloop
Gao begon haar carrière in 1979 als verslaggever voor China News Service, het op een na grootste persagentschap van de Volksrepubliek China. In 1988 werd ze chef-redacteur voor het dissidente magazine Economics Weekly. Ze werkte daarnaast voor verschillende kranten en magazines in China en Hongkong.
Op 3 juni 1989, een dag voordat het Volksbevrijdingsleger een bloedig eind maakte aan het Tiananmen-protest, werd ze gearresteerd en pas 15 maanden later om gezondheidsredenen vrijgelaten.
Op 2 oktober 1993 werd ze opnieuw gearresteerd op grond van het lekken van staatsgeheimen, vanwege vier artikelen die ze onder een pseudoniem liet verschijnen in de buitenlandse krant Chinese Daily. De geheimen die ze openbaarde, waren ervoor al eens gepubliceerd in media in zowel Hongkong als Peking. Twee dagen later zou ze zijn afgereisd naar New York voor een studie van een jaar aan de Graduate School of Journalism van de Columbia-universiteit. Ze werd meerdere maanden van de buitenwereld afgesloten. In eerste instantie oordeelde de rechtbank op 20 april 1994 dat er te weinig bewijs was. In plaats van haar vrij te spreken, gaf de rechtbank de officier van justitie de opdracht meer bewijs te vinden, waarna ze uiteindelijk op 10 november 1994 op basis van rammelend bewijs werd veroordeeld tot zes jaar gevangenisstraf.
De veroordeling van Gao Yu werd in het algemeen gezien als een waarschuwing aan andere Chinese journalisten, niet te berichten over gevoelige onderwerpen. In februari 1999 werd ze om gezondheidsredenen vrijgelaten. Ze leed aan de ziekte van Menière, met gehoorverlies en hartproblemen tot gevolg.

## Onderscheidingen
In 1995 werd Gao onderscheiden met de internationale Gouden Pen van de Vrijheid die jaarlijks door de World Association of Newspapers wordt toegekend. In 1997 ontving ze de Guillermo Cano Internationale Prijs voor Persvrijheid van de UNESCO. In 2000 werd ze door het International Press Institute geroemd als een van de 50 Heroes of World Press Freedom. In oktober 2006 ontving ze van de Internationale Mediastichting voor Vrouwen de Courage in Journalism Award.